# Vuur en woede
Vuur en woede: In het Witte Huis van Trump (oorspronkelijk titel: Fire and Fury: Inside the White House of Trump) is een boek van Michael Wolff uit 2018 en beschrijft volgens hem het gedrag van de Amerikaanse president Donald Trump en het personeel van zijn presidentiële campagne in 2016 en van het Witte Huis. Het boek werd in 2018 vertaald en uitgegeven in Nederland door de uitgeverij Prometheus. Fire and Fury stond vanaf 21 januari tot en met 3 maart 2018 in de New York Times-bestsellerlijst. Recensenten accepteerden over het algemeen Wolffs beschrijving van een disfunctionele regering onder Trump, maar waren sceptisch over veel van Wolffs specifieke claims.
Het boek belicht diverse beschrijvingen van het gedrag van Trump van mensen die met of voor hem werken, chaotische interacties tussen de medewerkers van het Witte Huis en minachtende opmerkingen over Trump en zijn familie door Steve Bannon, de (ten tijde van het boek) chef-strateeg van het Witte Huis. Trump wordt afgeschilderd als laag in aanzien gehouden door zijn personeel in het Witte Huis. Wolff zelf beweert dat "100% van de mensen om hem heen" geloven dat Trump ongeschikt is voor zijn functie.

## Achtergrond
Volgens Michael Wolff, toen hij Donald Trump benaderde om een boek over zijn presidentschap te schrijven, stemde Trump ermee in hem toegang te verlenen tot het Witte Huis. Trump beweerde later echter dat hij de toegang voor Wollf nooit had geautoriseerd en nooit met hem had gesproken over het boek.
Vanaf medio 2016 interviewde Wolff het campagne- en transitiepersoneel. Na de inauguratie van Trump en gedurende het grootste deel van het eerste jaar van zijn presidentschap, kreeg Wolff toegang tot de Westvleugel van het Witte Huis en begon hij zijn onderzoek voor het boek door middel van diverse interviews. Wollf beweert meer dan 200 interviews met Trump en zijn medewerkers, inclusief het hogere personeel, afgenomen te hebben, en dat hij gebeurtenissen in het Witte Huis mocht meemaken zonder dat zijn aanwezigheid werd gemanaged. Hierdoor kon Wolff onder andere de dag van het ontslag van James Comey bijwonen. Naar verluidt heeft Wolff een aantal van de in het boek genoemde gesprekken opgenomen. De werktitel voor Wolffs boek was The Great Transition: The First 100 Days of the Trump Administration (Nederlands: De grote overgang: De eerste 100 dagen van de regering-Trump), waardoor velen in het Witte Huis aanvankelijk geloofden dat het boek dat hij schreef gunstig zou zijn voor Trump en zijn bestuur.

## Inhoud
Wolff koos de titel nadat hoorde dat Trump had gedreigd met "fire and fury" tegen Noord-Korea, tijdens het bespreken van het Amerikaanse conflict met Noord-Korea, voorafgaand aan de Amerikaans-Noord-Koreaanse top 2018.
Volgens het boek verwachtte niemand in het presidentiële campagneteam de overwinning van Trump in de presidentsverkiezingen van 2016, waaronder Donald Trump zelf (die naar verluidt niet wilde winnen) en zijn vrouw. Donald Trump jr. zou hebben gezegd dat zijn vader "eruitzag alsof hij een spook had gezien" toen hij zich realiseerde dat hij had gewonnen en dat Melania Trump "in tranen was".
Veel van de meest controversiële citaten in het boek kwamen van Steve Bannon, het hoofd van de Trump-campagne in de laatste maanden en chef-strateeg van het Witte Huis van januari tot augustus 2017. Bannon verwees naar de bijeenkomst tijdens de presidentiële campagne van Donald Trump jr. en Jared Kushner met Russische functionarissen als "verraderlijk" en "niet-patriottisch", beschreef Ivanka Trump als "zo dom als een steen", en - verwijzend naar het FBI-onderzoek onder leiding van Robert Mueller - zei: "ze zullen Donald jr. gaan kraken als een eitje op nationale televisie." Bannon zei ook dat het onderzoek van Mueller waarschijnlijk, met betrekking op Kushner, het witwassen van geld zou ontdekken van leningen die Kushners familiebedrijf van de Deutsche Bank ontving.
Wolff schrijft dat Trump zelf wordt gekenmerkt door zijn "enorme onwetendheid". Sam Nunberg, een campagneadviseur, probeerde naar verluidt bijvoorbeeld de grondwet van de Verenigde Staten uit te leggen aan Trump, maar kon niet voorbij het vierde amendement komen. Wolff beweert ook dat Kushner en Ivanka Trump hebben gesproken over een eventuele toekomstige presidentscampagne voor Ivanka. 

## Reacties

### Reactie van het Witte Huis
Tijdens haar dagelijkse persbriefing op 3 januari noemde Sarah Huckabee Sanders, de perschef van het Witte Huis, het boek "waardeloze tabloid-fictie" en zei dat het "vol staat met valse en misleidende verhalen". Het Witte Huis bracht een verklaring uit waarin stond dat Bannon "zijn verstand was kwijtgeraakt" en Charles Harder, een advocaat van Trump, nam onmiddellijk contact op met Bannon, naar verluidt wegens het schenden van een geheimhoudingsverklaring. Op 4 januari probeerde Harder de publicatie van het boek stop te zetten en door brief naar de auteur en uitgever te sturen met de dreiging van een rechtszaak wegens laster.
Zijn advocaten zeiden ook dat het boek "geen bronnen lijkt te noemen voor veel van de meest schadelijke uitspraken over Trump." De advocaat van Henry Holt and Company, Elizabeth McNamara, reageerde later op de aantijgingen van Harder met de verzekering dat er geen verontschuldiging komen of dat het de uitgave van het boek gestopt zou worden. McNamara merkte ook op dat de klacht van Harder geen specifieke wettelijke overtredingen in Wolffs tekst vermeldde. Sommige juristen en historici zeiden dat de bedreigingen van dreigende juridische actie tegen de auteur en de uitgever, om zo kritiek de mond proberen te snoeren, ongekend waren voor een Amerikaanse president.
Op 7 januari zei de senior beleidsadviseur van het Witte Huis, Stephen Miller: "Het boek kan het best worden begrepen als zeer slecht geschreven fictie, en de auteur is een slechte auteur van een slecht boek." In een interview op 8 januari beschreef vice-president Mike Pence Fire and Fury als een "fictieboek". Hij verklaarde dat hij het niet had gelezen en dat hij het niet zou lezen, maar dat de verslagen over de inhoud ervan niet in overeenstemming waren met zijn ervaring met het werken met president Trump. In het weekeinde van 6 tot 7 januari nam Rebekah Mercer, een conservatieve donor die met Bannon werkte tijdens de campagne van Trump in 2016 en als mede-eigenaar van Breitbart News, afstand van Bannon en zei dat ze hem geen financiële steun meer zou bieden. Op 9 januari kondigde Bannon aan dat hij Breitbart News zou verlaten.

### Reactie van recensenten
Als recensent voor CNN, bevestigde Trump-biograaf Michael D'Antonio dat Wolffs algemene beschrijving van Trump zelf overeenkwam met zijn eigen ervaringen en dat van anderen, waarbij hij specifiek de aandacht vestigde op details over Trumps korte aandachtsspanne en kwesties rondom vrouwenhaat en racisme. Hij voegde eraan toe dat Wolff's beschrijvingen van de mensen rond Trump presenteren "een geloofwaardige beeld." D'Antonio bekritiseerde de "roddelachtige" stijl van Wolff en herinnerde de lezer eraan het boek met een zekere mate van scepsis te benaderen, maar concludeerde dat het "essentiële lectuur" was die een kader zal bieden waarop toekomstige schrijvers kunnen bouwen. Jake Tapper, ook van CNN, zei dat Fire and Fury "kritisch benaderd moest worden", omdat het vol zat met "fouten en geruchten".
De conservatieve The New York Times-columnist David Brooks zei in een interview dat omdat Wolff in het verleden bekend was feiten niet te controleren, hij zelf "zeer terughoudend was om alles wat in het boek staat voor waar aan te nemen". "Niettemin bevestigt het boek het algemene plaatje wat we al kenden en ik denk dat de president in algemene zin ongeschikt is - ze behandelen hem als een kind." Politiek commentator Mark Shields was het hiermee eens en uitte zijn diepe zorgen over het feit dat behalve Katie Walsh, die kortstondig als adjunct-stafchef voor Reince Priebus werkte, er in het Witte Huis geen "tegenoffensief" leek te zijn.
Matthew d'Ancona, voormalig commissaris en hoofdredacteur van het werk van Wolff, verklaarde als recensent voor The Guardian dat het feit dat Wolff werd toegelaten tot het Witte Huis, op zich al duidde op een aanzienlijke incompetentie binnen het bestuur van Trump. D'Ancona beschreef Wolff als een "briljante journalist", die op een "driftige zoektocht naar de waarheid" is. Zijn algemene conclusie was dat Wolff goed had gepresteerd.
In een recensie van The Wall Street Journal ziet Barton Swaim het boek als een niet-verifieerbare "roddelverzameling van elk onbehoorlijk moment dat hij zou kunnen ontlenen aan het lastigvallen van de stafleden van het Witte Huis", dat is geschreven alsof hij "de alwetende verteller van een roman is". Swaim beweert dat de reactie op het boek, in plaats van het boek zelf, reden zal geven om historisch gezien opmerkelijk te zijn. Axios-verslaggevers Jim VandeHei en Mike Allen schreven dat delen van het boek "verkeerd of slordig" waren, maar dat er twee dingen zijn die het boek wel goed beschrijft. Ze schreven dat de beschrijving van Wolff "van Trump als een emotioneel grillige president" klopte, evenals zijn melding van enkele functionarissen van het Witte Huis met een "negatieve mening" over Trump. Andrew Prokop schreef op de website Vox dat "we het boek moeten interpreteren als een verzameling van roddels die Wolff had gehoord, waarvan een behoorlijk deel wel accuraat blijkt te zijn."